# 탈라토아르촌

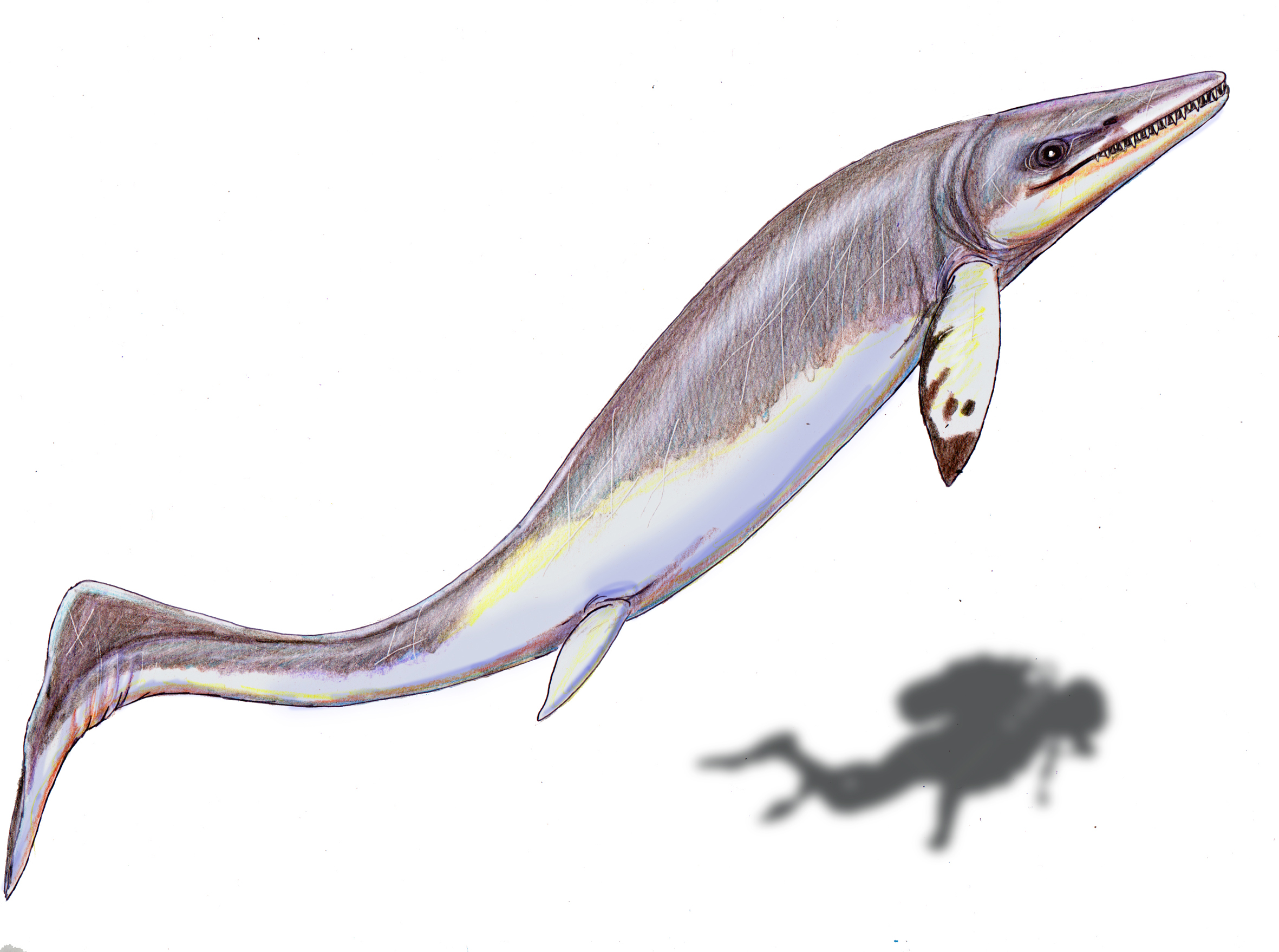

탈라토아르촌(학명:Thalattoarchon saurophagis)은 어룡목 심포스폰딜러스과에 속하는 어룡이다. 지금은 멸종된 종으로서 전체적인 몸길이가 8m를 넘는 매우 거대한 어룡에 속한다.

## 특징
탈라토아르촌은 미국 서부 트라이아스기 중기에 살았던 멸종된 어룡의 속이다. 모식종 탈라토아르촌 사우로파기스는 2010년에 미국 네바다주에서 발견돼 2013년에 정식으로 기술됐다. 이것은 두개골, 척추, 엉덩이 뼈, 뒷지느러미의 일부로 구성된 단일 골격인 완모형 FMNH PR 3032에서 알려져 있다. 탈라토아르촌의 총 길이는 최소 8.6미터(28피트)로 추정된다. 탈라토아르촌은 현생 범고래와 비교할 수 있는 생태학적 역할인 자신과 비슷한 크기의 먹이를 먹을 수 있는 최초의 해양 대식가 중에 하나였던 것으로 생각된다. 탈라토아르촌은 트라이아스기 초기에 어룡이 처음 등장한 후인 4백만년 후에 살았고 따라서 최고 포식자로 알려진 가장 오래된 해양 파충류이다. 페름기-트라이아스기 대멸종 이후 800만년이나 생존해 대멸종 이후 해양 생태계가 빠르게 회복되고 있음을 보여준다. 탈라토아르촌은 몸집이 큰 어룡으로 길이는 최소 8.6미터(28피트)로 추정된다. 탈라토아르콘의 유일한 골격은 불완전하지만 다른 초기 어룡들의 몸통이 길쭉하고 꼬리지느러미가 약하게 발달한 것으로 추정할 수 있다. 탈라토아르촌은 어룡들 사이에서 독특한 하나의 특징에 의해 진단된다. 두 개의 칼날을 가지고 있고 매끄러운 치관을 가진 크고 얇은 이빨이다. 대부분의 후기 어룡들은 훨씬 더 작은 원뿔 모양의 이빨을 가지고 있다. 후기 트라이아스기 어류인 히말라야시우루스 티벳엔시스는 또한 날이 있는 큰 이빨을 가지고 있지만 치관 표면에 홈이 있는 것으로 보아 탈라토아르촌, 사우로파기스와 구별할 수 있다. 탈라토아르촌은 또 다른 큰 몸을 가진 중세 트라이아스기 어룡인 킴보스폰딜루스와 생김새가 매우 유사하지만 몸에 비해 심보스폰딜루스보다 두 배 정도 큰 머리를 가지고 있다는 점이 다르다. 먹이로는 당대에 서식했던 물고기, 갑각류, 두족류를 포함하여 다른 어룡까지 모두 잡아먹고 살았을 육식성의 포식자가 되는 종이다.

## 생존시기와 서식지와 화석의 발견
탈라토아르촌이 생존했었던 시기는 중생대의 트라이아스기 중기로서 지금으로부터 2억 2000만년전~2억년전에 생존했었던 종이다. 생존했었던 시기에는 북아메리카를 중심으로 하는 북동부 태평양에서 주로 서식했었던 어룡이다. 화석의 발견은 2013년에 미국의 트라이아스기에 형성된 지층에서 미국의 고생물학자들에 의하여 처음으로 화석이 발견되어 새롭게 명명된 종이다.

## 같이 보기
- 파충류
- 중생대
- 트라이아스기
- 어룡
- 화석